# العلاقات الأنغولية البوتسوانية
العلاقات الأنغولية البوتسوانية هي العلاقات الثنائية التي تجمع بين أنغولا وبوتسوانا.

## مقارنة بين البلدين
هذه مقارنة عامة ومرجعية للدولتين:
| وجه المقارنة                                              | أنغولا           | بوتسوانا                       |
| --------------------------------------------------------- | ---------------- | ------------------------------ |
| المساحة (كم2)                                             | 1.25 مليون       | 581.74 ألف                     |
| عدد السكان (نسمة)                                         | 29.78 مليون      | 2.29 مليون                     |
| الكثافة السكانية (ن./كم²)                                 | 23.82            | 3.94                           |
| العاصمة                                                   | لواندا           | غابورون                        |
| اللغة الرسمية                                             | اللغة البرتغالية | لغة إنجليزية                   |
| العملة                                                    | كوانزا أنغولي    | بولا بوتسواني                  |
| الناتج المحلي الإجمالي (بليون دولار)                      | 124.21 مليار     | 17.41 مليار                    |
| الناتج المحلي الإجمالي (تعادل القوة الشرائية) بليون دولار | 184.83 مليار     | 35.84 مليار                    |
| الناتج المحلي الإجمالي الاسمي للفرد دولار أمريكي          | 4.10 ألف         | 6.36 ألف                       |
| الناتج المحلي الإجمالي للفرد دولار أمريكي                 |                  | 16.10 ألف                      |
| مؤشر التنمية البشرية                                      | 0.533            | 0.698                          |
| رمز المكالمات الدولي                                      | +244             | +267                           |
| رمز الإنترنت                                              | .ao              | .bw                            |
| المنطقة الزمنية                                           | ت ع م+01:00      | ت ع م+02:00، توقيت وسط إفريقيا |

## منظمات دولية مشتركة
يشترك البلدان في عضوية مجموعة من المنظمات الدولية، منها:
| علم المنظمة | اسم المنظمة                                 | تاريخ انضمام أنغولا | تاريخ انضمام بوتسوانا |
| ----------- | ------------------------------------------- | ------------------- | --------------------- |
|             | الاتحاد الدولي للاتصالات                    | 13 أكتوبر 1976      | 2 أبريل 1968          |
|             | الاتحاد الأفريقي                            | 11 فبراير 1979      | 31 أكتوبر 1966        |
|             | منظمة حظر الأسلحة الكيميائية                | ?                   | ?                     |
|             | البنك الإفريقي للتنمية                      | ?                   | ?                     |
|             | منظمة التجارة العالمية                      | ?                   | ?                     |
|             | منظمة الشرطة الجنائية الدولية               | ?                   | ?                     |
|             | الأمم المتحدة                               | 1 ديسمبر 1976       | 17 أكتوبر 1966        |
|             | يونسكو                                      | 11 مارس 1977        | 16 يناير 1980         |
|             | البنك الدولي للإنشاء والتعمير               | 19 سبتمبر 1989      | 24 يوليو 1968         |
|             | وكالة ضمان الاستثمار متعدد الأطراف          | 19 سبتمبر 1989      | 15 مايو 1990          |
|             | مجموعة التنمية لأفريقيا الجنوبية            | ?                   | ?                     |
|             | مؤسسة التنمية الدولية                       | 19 سبتمبر 1989      | 24 يوليو 1968         |
|             | مؤسسة التمويل الدولية                       | 19 سبتمبر 1989      | 23 مارس 1979          |
|             | الاتحاد البريدي العالمي                     | ?                   | ?                     |
|             | مجموعة دول أفريقيا والكاريبي والمحيط الهادئ | ?                   | ?                     |

## وصلات خارجية
- موقع وزارة الخارجية الأنغولية
- موقع وزارة الخارجية البوتسوانية